# Saint-Laurent-de-Brèvedent
Saint-Laurent-de-Brèvedent – miejscowość i gmina we Francji, w regionie Normandia, w departamencie Sekwana Nadmorska.
Według danych na rok 1999 gminę zamieszkiwało 1489 osób, a gęstość zaludnienia wynosiła 191 osób/km² (wśród 1421 gmin Górnej Normandii Saint-Laurent-de-Brèvedent plasuje się na 152. miejscu pod względem liczby ludności, natomiast pod względem powierzchni na miejscu 481.).